# 사토파 5봉행
사토파 5봉행(佐藤派五奉行)은 일본의 내각총리대신을 지낸 사토 에이사쿠의 자유민주당 내 파벌에서 최고 간부로 주목받은 다섯 명의 유력 정치인을 가리키는 말이다. 멤버는 다나카 가쿠에이, 호리 시게루, 하시모토 도미사부로, 아이치 기이치, 마쓰노 라이조 등 다섯 명이며, 니시무라 에이이치를 포함해 6봉행이라 하기도 했다. 사토가 만든 파벌인 주산회 사무실에서 1주일에 한 번은 회합했으며 필요할 때는 사토의 집에서 모이기도 했다.
1972년 8년에 걸친 장기 집권을 끝내고 사토가 자유민주당 총재직에서 물러날 때 5봉행 중 다나카는 하시모토, 아이치의 도움을 받아 목요 클럽을 결성했으며 호리와 마쓰노는 이에 반발해 별도의 파벌을 만들었다가 나중에 후쿠다 다케오의 파벌에 합류했다.